# Carcinomatosi peritoneal
La carcinomatosi peritoneal o carcinosi peritoneal (CP) és la carcinomatosi disseminada en el peritoneu. La CP és més freqüent en càncers abdominopelvians, i entre aquests els més freqüents són el càncer d'ovari en la dona i els càncers gastrointestinals en l'home.
Pot ser completament asimptomàtica en les seves primeres etapes, posteriorment es poden desenvolupar símptomes com nàusees, diarrea, dolor abdominal, distensió abdominal i pèrdua de pes. La malaltia sovint es descobreix quan es desenvolupa ascites o obstrucció intestinal, que es produeix generalment amb una major càrrega tumoral.
La tomografia computada (TC) és particularment important per a l'avaluació preoperatòria detallada i l'avaluació de l'índex radiològic de càncer peritoneal.
En absència de metàstasis sistèmiques, s'han proposat enfocaments multimodals que combinen cirurgia citoreductiva, quimioteràpia hipertèrmica intraperitoneal i quimioteràpia sistèmica i que en realitat es consideren mètodes prometedors per millorar el control regional de la malaltia per augmentar la supervivència.